# ارتوم بيكيتوف
ارتوم بيكيتوف (بالروسية: Бекетов, Артём Викторович)‏ (12 يونيو 1984 بدوشنبه في طاجيكستان - ) هو لاعب كرة قدم روسي في مركز الوسط. لعب مع لوخ إينيرجيا فلاديفوستوك ونادي كراسنودار ودينامو بريانسك وفاكل فارونيش ‏ وسليوت بيلغورود ‏ وFC Chernomorets Novorossiysk ‏ وFC Volgar Astrakhan ‏.

## روابط خارجية
- ارتوم بيكيتوف على موقع قاعدة بيانات كرة القدم.إي يو (الإنجليزية)
- ارتوم بيكيتوف على موقع Soccerway.com (الإنجليزية)